# Präsidentschaftswahl in den Vereinigten Staaten 1972
Die 47. Wahl des Präsidenten der Vereinigten Staaten von Amerika fand am 7. November 1972 statt. Richard Nixon konnte seine Wiederwahl gegen den Demokraten George McGovern gewinnen und blieb damit 37. Präsident der USA. Die Wiederwahl Nixons war der höchste Sieg, den die Republikaner bei den US-Präsidentenwahlen im Verhältnis der abgegebenen Wählerstimmen je erringen konnten. Bei der Wahl 1984 konnte Ronald Reagan das Ergebnis nach Wahlmännern allerdings noch übertreffen.

## Kandidaten

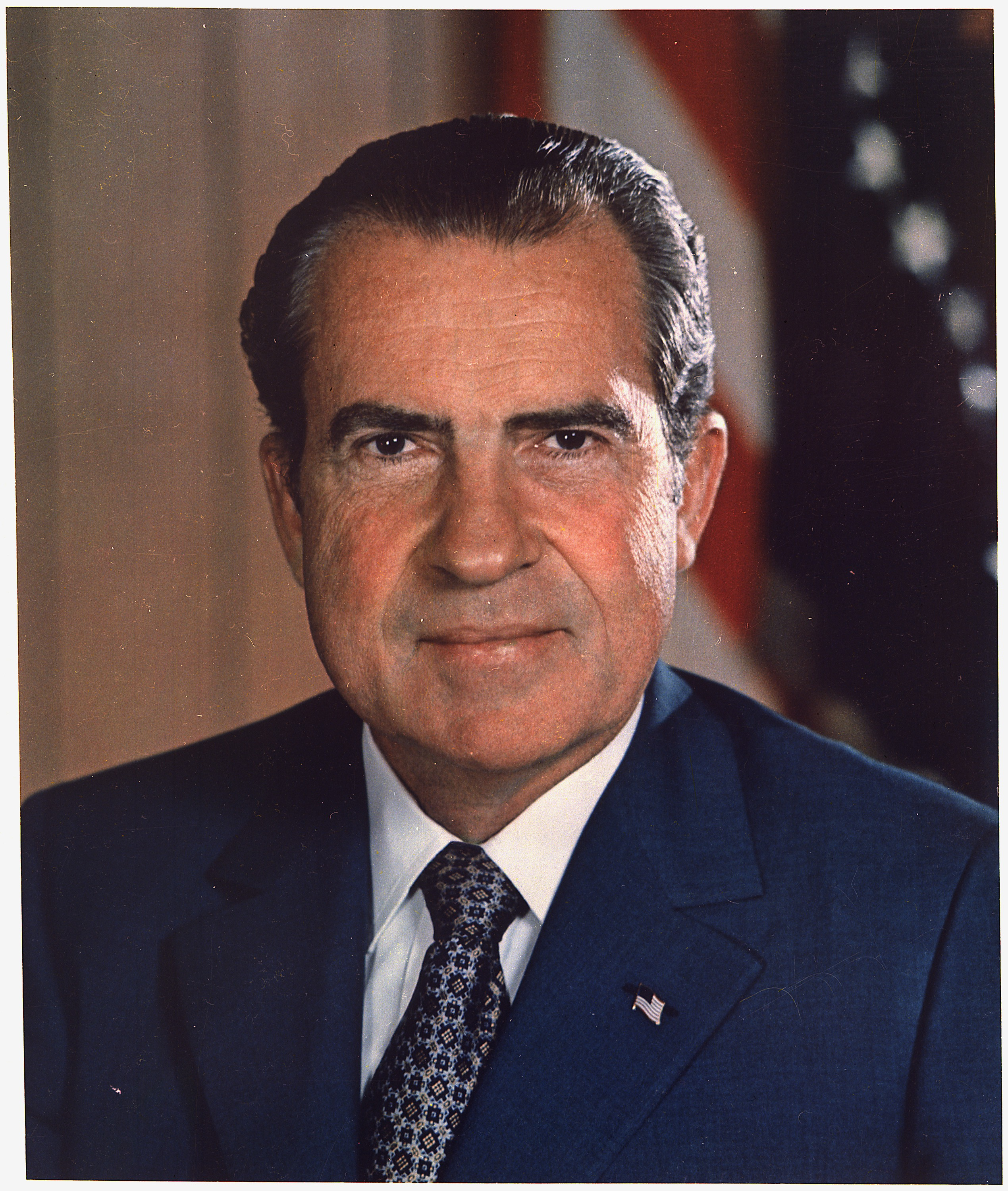
Präsident Richard Nixon

### Republikaner
Die Republikanische Partei nominierte Amtsinhaber Richard Nixon und Vizepräsident Spiro Agnew als Kandidat für die Vizepräsidentschaft. Bei der Republican National Convention in Miami Beach erhielt Präsident Nixon 1323 von 1324 Stimmen; lediglich ein Delegierter aus New Mexico votierte für den liberalen Kongressabgeordneten Pete McCloskey aus Kalifornien. Ansonsten hatte sich nur John M. Ashbrook, konservatives Kongressmitglied aus Ohio, ernsthaft um die republikanische Nominierung beworben, unterlag in den Vorwahlen Nixon aber deutlich.

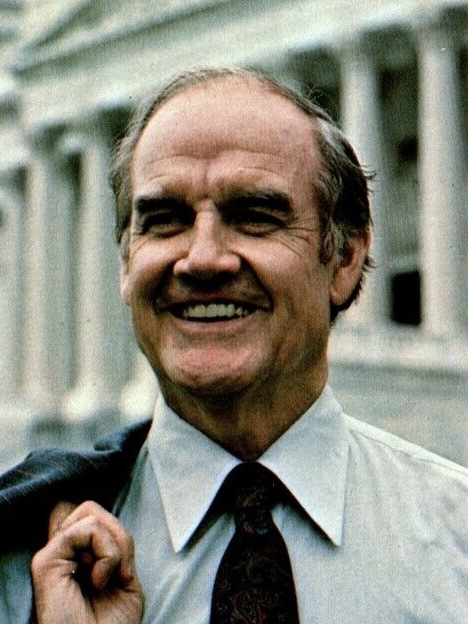
Senator George McGovern aus South Dakota

### Demokraten
Die Demokraten hatten im Zuge einer innerparteilichen Reform die Zahl der Vorwahlen deutlich erhöht, so dass diese ab nun zum bestimmenden Faktor bei der Kandidatenauswahl wurden und sich Macht und Einfluss der regionalen „Parteibosse“ entsprechend verringerten.
Nominiert wurden Senator George McGovern aus South Dakota für das Amt des Präsidenten und Sargent Shriver für das Amt des Vizepräsidenten.
Shrivers Nominierung erfolgte allerdings erst, nachdem der ursprüngliche Kandidat Thomas Eagleton, Senator aus Missouri, seine Kandidatur hatte zurückziehen müssen. Es war bekannt geworden, dass sich Eagleton wegen Depressionen einer Elektroschocktherapie unterzogen habe. Dies machte ihn in den Augen der Öffentlichkeit als potenziellen Kandidaten für ein hohes Staatsamt unwählbar.
Der politisch weit links stehende McGovern galt ursprünglich als Außenseiter, profitierte jedoch von der unerwarteten Schwäche des anfangs als Favoriten gehandelten demokratischen Vizepräsidentschaftskandidaten von 1968, Edmund Muskie, dessen Image durch den Eindruck, er sei bei einer Rede in Tränen ausgebrochen und somit nervlich nicht robust genug für das Präsidentenamt, schweren Schaden genommen hatte. Auch Ex-Vizepräsident Hubert H. Humphrey, der demokratische Präsidentschaftskandidat von 1968, versuchte es erneut. Er scheiterte jedoch trotz Unterstützung der Gewerkschaften und einiger Vorwahlsiege, da er wegen seines seinerzeitigen Eintretens für den Vietnamkrieg keinen Kontakt zu jüngeren Wählern fand.
Ein weiterer starker Gegenkandidat, George Wallace, Gouverneur von Alabama und überlegener Vorwahlsieger in Florida, musste seine Wahlkampagne vorzeitig abbrechen, nachdem er bei einem Attentat lebensgefährlich verletzt worden war und in der Folge gelähmt blieb. Edward Kennedy, ebenfalls ein möglicher Kandidat, hatte schon 1969 durch sein fragwürdiges Verhalten bei einem Autounfall, bei dem die Beifahrerin ums Leben gekommen war, alle Chancen verspielt.
Mit Shirley Chisholm bewarb sich erstmals eine Afroamerikanerin für eine der beiden großen Parteien um das Präsidentenamt; sie erzielte beim Nominierungsparteitag das viertbeste Ergebnis nach McGovern, Wallace und Henry M. Jackson.
Der Parteitag verlief teilweise chaotisch. McGovern konnte seine Nominierungsrede erst lange nach Mitternacht – und somit weitgehend ohne TV-Publikum – halten.

### Sonstige
Das weitere Feld der Kandidaten, die aber alle chancenlos blieben, beinhaltete John Hospers von der Libertarian Party, der überraschenderweise eine Wahlmännerstimme aus Virginia bekam, sowie John G. Schmitz von der American Independent Party, Linda Jenness von der Sozialistischen Arbeiterpartei, Gus Hall von der Kommunistischen Partei und Benjamin Spock von der People’s Party. Alle diese Kandidaten spielten im Wahlkampf keine Rolle.

## Wahlkampf

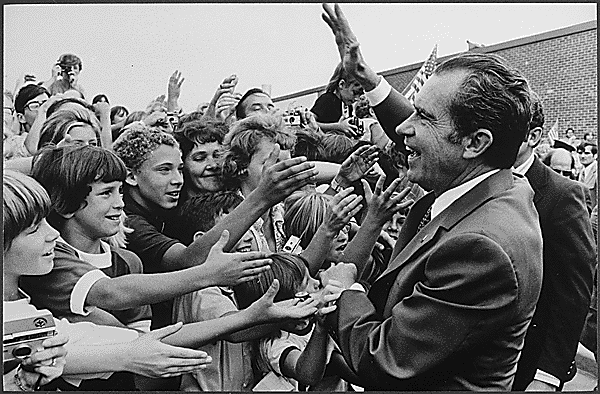
Richard Nixon im Wahlkampf (1972)

Der Wahlkampf zwischen Nixon und McGovern entwickelte sich zu einem der einseitigsten der jüngeren amerikanischen Geschichte.
Während  Nixon auf eine robuste Wirtschaft und eine Reihe vor allem außenpolitischer Erfolge wie die Wiederaufnahme der diplomatischen Beziehungen zur Volksrepublik China, Entspannungspolitik mit der UdSSR sowie den stufenweise erfolgenden Abzug der US-Truppen aus Vietnam verweisen konnte, erschien McGovern vielen Amerikanern wegen seines Eintretens für ein sofortiges Ende des amerikanischen Engagements in Vietnam (samt Begnadigung aller Kriegsdienstverweigerer) sowie für eine liberale  Drogen- und Abtreibungsgesetzgebung als politisch viel zu weit links, um für das Weiße Haus infrage zu kommen. Die Republikaner attackierten dies persiflierend mit dem Wahlkampfslogan “Amnesty, Acid, and Abortion” (deutsch: „Amnestie, LSD und Abtreibung“). Außerdem wurde ihm mangelnde politische Urteilskraft und Wankelmütigkeit in Bezug auf seinen ursprünglichen Vizepräsidentschaftskandidaten, Thomas Eagleton, vorgeworfen, den er nach dem Bekanntwerden von dessen psychischen Problemen letztlich fallen ließ, obwohl er nur wenige Tage zuvor noch erklärt hatte, „tausendprozentig“ hinter ihm zu stehen.
Als diverse Meinungsumfragen immer deutlicher McGoverns Chancenlosigkeit signalisierten, gingen auch zahlreiche demokratische Kongress-, Senats- und Gouverneurskandidaten, die um ihre eigene Wahl fürchteten, auf Distanz zu ihm, wodurch er nach und nach an innerparteilicher Unterstützung verlor. Am Wahltag gelang es ihm daher nur, den Bundesstaat Massachusetts für sich zu entscheiden; alle übrigen 49 Bundesstaaten gewann Nixon. Bis heute ist dies die letzte Wahl, bei der ein republikanischer Präsidentschaftskandidat eine Mehrheit in Minnesota erhielt. Nach Nixon siegten dort bei allen nachfolgenden Präsidentschaftswahlen ausnahmslos Kandidaten der Demokraten.
Von zeitgenössischen politischen Beobachtern wurde McGoverns Debakel zusammen mit dem ähnlich schlechten Abschneiden des sehr weit rechts stehenden republikanischen Kandidaten Barry Goldwater acht Jahre zuvor als Indiz dafür gewertet, das Präsidentschaftswahlen in den USA von ideologisch sehr exponierten Kandidaten nicht zu gewinnen seien. Diese These gilt jedoch seit dem deutlichen Wahlsieg 1980 des deklariert konservativen Ronald Reagan als widerlegt. Heute herrscht die Meinung vor, dass 1972 Nixon wahrscheinlich von keinem demokratischen Kandidaten zu schlagen gewesen wäre, wenngleich die Niederlage durch eine Reihe politischer Fehler McGoverns übermäßig hoch ausfiel.

## Ergebnis
| Kandidat        | Partei | Partei               | Stimmen    | Stimmen | Wahlmänner |
| Kandidat        | Partei | Partei               | Anzahl     | Prozent | Wahlmänner |
| --------------- | ------ | -------------------- | ---------- | ------- | ---------- |
| Richard Nixon   |        | Republikaner         | 47.168.710 | 60,7 %  | 520        |
| George McGovern |        | Demokrat             | 29.173.222 | 37,5 %  | 17         |
| John Hospers    |        | Libertarian          | 3.674      | <0,01 % | 1          |
| John G. Schmitz |        | American Independent | 1.100.868  | 1,4 %   | —          |
| Andere          | Andere | Andere               | 297.553    | 0,4 %   | —          |
| Gesamt          | Gesamt | Gesamt               | 78.448.356 | 100 %   | 538        |

## Watergate-Einbruch und „schmutzige Tricks“
Am 17. Juni 1972, kurz nach dem Ende der Vorwahlen, wurden fünf Männer bei einem Einbruch in das Wahlkampf-Hauptquartier der Demokraten im Watergate-Gebäudekomplex in Washington, D.C. ertappt, wo sie versuchten, Abhöranlagen anzubringen. Der Einbruch erregte beträchtliches Aufsehen, da die Frage nach möglichen Hintermännern gestellt wurde und diese in den Reihen des politischen Gegners, der Republikaner, vermutet wurden. Den Ermittlungsbehörden gelang es jedoch zunächst nicht, eine direkte Verbindung zwischen den Einbrechern, die von ihrem Aussageverweigerungsrecht Gebrauch machten, und dem Komitee zur Wiederwahl des Präsidenten bzw. zum Weißen Haus selbst herzustellen, weshalb der Fall schnell von den Titelseiten der Zeitungen verschwand und im Wahlkampf nur eine untergeordnete Rolle spielte.
Erst nach dem erneuten Wahlsieg Nixons brachten Zeitungsrecherchen der Washington Post und ein Untersuchungsausschuss des Senates zutage, dass der Einbruch nur ein Teil einer Reihe illegaler Aktivitäten Nixons und seiner Männer gewesen war, was 1974 zur Einleitung eines Amtsenthebungsverfahrens (impeachment) führte, der Präsident einer Anklageerhebung jedoch durch seinen Rücktritt zuvorkam.
Im Zuge dieser Ermittlungen wurde auch bekannt, dass die Republikaner 1972 durch Anwendung so genannter „schmutziger Tricks“ versucht hatten, Einfluss auf den Nominierungsprozess der Demokraten zu nehmen. So stammten beispielsweise anonyme Briefe an eine lokale Zeitung in New Hampshire, in welchen kurz vor der dortigen Vorwahl behauptet worden ist, der – zum damaligen Zeitpunkt favorisierte – Kandidat Muskie habe sich abfällig über die französischsprachige Minderheit geäußert (Canuc Letter), und seine Frau bediene sich einer vulgären Sprache bzw. habe ein Alkoholproblem; diese Behauptungen stammten in Wahrheit von Mitarbeitern des Nixon-Lagers. Alle diese Behauptungen waren frei erfunden und dienten dem Zweck, eine Nominierung Muskies, der als gefährlichster der demokratischen Bewerber angesehen wurde, möglichst zu verhindern.
Aufgrund dieser Vorkommnisse wurde das rechtmäßige Zustandekommen der Wahl 1972 vereinzelt angezweifelt, ein offizieller Einspruch erfolgte jedoch nicht.